# 미국의 국무부 차관
미국의 국무부 차관(United States Under Secretary of State, U/S)은 미국 국무부의 고위직 공무원 직함으로, 차관보보다 높고 부장관보다 낮은 직급이다.
1919년부터 1972년까지 국무부 차관은 국무부에서 두 번째로 높은 직책(미국 국무장관 바로 아래)이었으며, 국무장관의 수석 대리인, 수석 보좌관, 그리고 국무장관 부재 시에는 국무장관 대행을 맡았다. 이전의 두 번째 직책으로는 최고 서기, 국무부 차관보, 그리고 고문이 있었다. 1944년 이전에는 국무부 내 여러 부서가 차관에게 직접 보고했다. 1972년 7월, 부장관 직책이 국무부 차관을 대체했다.
현재 "국무부 차관" 직함을 사용하는 목록은 다음과 같다.
- 정무 담당 국무부 차관
- 관리 담당 국무부 차관
- 경제 성장, 에너지 및 환경 담당 국무부 차관
- 군비 통제 및 국제 안보 담당 국무부 차관
- 공공 외교 및 공공 업무 담당 국무부 차관
- 민간 안보, 민주주의 및 인권 담당 국무부 차관

여섯 명의 국무부 차관 외에도 국무장관을 보좌하는 국무부 고문은 국무부 차관과 동등한 직급을 가진다.

## 현 국무부 차관
| 국무부 차관                                            | 국무부 차관                 | 국무부 차관     |
| 사무실                                                 | 재직자                      | 임기 시작       |
| ------------------------------------------------------ | --------------------------- | --------------- |
| 정무 담당 국무부 차관 1 FAM 041                        | 앨리슨 후커                 | 2025년 6월 5일  |
| 관리 담당 국무부 차관 1 FAM 044                        | 호세 커닝햄 (대행)          | 2025년 4월 5일  |
| 경제 성장, 에너지 및 환경 담당 국무부 차관 1 FAM 042   | 토머스 E. 러트센 (대행)     | 2025년 1월 20일 |
| 군비 통제 및 국제 안보 담당 국무부 차관 1 FAM 043      | 브렌트 T. 크리스텐슨 (대행) | 2025년 1월 20일 |
| 민간 안보, 민주주의 및 인권 담당 국무부 차관 1 FAM 045 | 제러미 P. 르윈 (대행)       | 2025년 7월 11일 |
| 공공 외교 및 공공 업무 담당 국무부 차관 1 FAM 046      | 대런 비티 (대행)            | 2025년 2월 4일  |

## 국무부 차관, 1919–1972
| 이름                  | 출신 주          | 재임 기간                        | 대통령                           |
| --------------------- | ---------------- | -------------------------------- | -------------------------------- |
| 프랭크 폴크           | 뉴욕주           | 1919년 7월 1일–1920년 6월 15일   | 우드로 윌슨                      |
| 노먼 데이비스         | 뉴욕주           | 1920년 6월 15일–1921년 3월 7일   | 우드로 윌슨 및 워런 G. 하딩      |
| 헨리 P. 플레처        | 펜실베이니아주   | 1921년 3월 8일–1922년 3월 6일    | 워런 G. 하딩                     |
| 윌리엄 필립스         | 매사추세츠주     | 1922년 4월 26일–1924년 4월 11일  | 워런 G. 하딩 및 캘빈 쿨리지      |
| 조지프 그루           | 뉴햄프셔주       | 1924년 4월 16일–1927년 6월 30일  | 캘빈 쿨리지                      |
| 로버트 E. 올즈        | 미네소타주       | 1927년 7월 1일–1928년 6월 30일   | 캘빈 쿨리지                      |
| J. 루벤 클라크        | 유타주           | 1928년 8월 31일–1929년 6월 19일  | 캘빈 쿨리지 및 허버트 후버       |
| 조지프 P. 코튼        | 뉴욕주           | 1929년 6월 20일–1931년 3월 10일  | 허버트 후버                      |
| 윌리엄 R. 캐슬 주니어 | 컬럼비아 특별구  | 1931년 4월 2일–1933년 3월 5일    | 허버트 후버 및 프랭클린 루스벨트 |
| 윌리엄 필립스         | 매사추세츠주     | 1933년 3월 6일–1936년 8월 23일   | 프랭클린 루스벨트                |
| 섬너 웰스             | 메릴랜드주       | 1937년 5월 21일–1943년 9월 30일  | 프랭클린 루스벨트                |
| 에드워드 스테티니어스 | 버지니아주       | 1943년 10월 4일–1944년 11월 30일 | 프랭클린 루스벨트                |
| 조지프 그루           | 뉴욕주           | 1944년 12월 20일–1945년 8월 15일 | 프랭클린 루스벨트 및 해리 트루먼 |
| 딘 애치슨             | 메릴랜드주       | 1945년 8월 16일–1947년 6월 30일  | 해리 트루먼                      |
| 로버트 A. 로벳        | 뉴욕주           | 1947년 7월 1일–1949년 1월 20일   | 해리 트루먼                      |
| 제임스 E. 웹          | 노스캐롤라이나주 | 1949년 1월 28일–1952년 2월 29일  | 해리 트루먼                      |
| 데이비드 K. E. 브루스 | 버지니아주       | 1952년 4월 1일–1953년 1월 20일   | 해리 트루먼                      |
| 월터 베델 스미스      | 컬럼비아 특별구  | 1953년 2월 9일–1954년 10월 1일   | 드와이트 D. 아이젠하워           |
| 허버트 후버 주니어    | 캘리포니아주     | 1954년 10월 4일–1957년 2월 5일   | 드와이트 D. 아이젠하워           |
| 크리스천 허터         | 매사추세츠주     | 1957년 2월 21일–1959년 4월 22일  | 드와이트 D. 아이젠하워           |
| C. 더글러스 딜런      | 뉴저지주         | 1959년 6월 12일–1961년 1월 4일   | 드와이트 D. 아이젠하워           |
| 체스터 보울즈         | 코네티컷주       | 1961년 1월 25일–12월 3일         | 존 F. 케네디                     |
| 조지 볼               | 컬럼비아 특별구  | 1961년 12월 4일–1966년 9월 30일  | 존 F. 케네디 및 린든 B. 존슨     |
| 니콜라스 카첸바흐     | 뉴저지주         | 1966년 10월 3일–1969년 1월 20일  | 린든 B. 존슨                     |
| 엘리엇 리처드슨       | 매사추세츠주     | 1969년 1월 23일–1970년 6월 23일  | 리처드 닉슨                      |
| 존 N. 어윈 2세        | 뉴욕주           | 1970년 9월 21일–1972년 7월 12일  | 리처드 닉슨                      |

## 같이 보기
- 차관직 목록
- 차관 (관직)